# Cours d'eau, tourbières, rochers et forêts des Vosges du nord et souterrain de Ramstein
Cours d'eau, tourbières, rochers et forêts des Vosges du nord et souterrain de Ramstein este o arie protejată (sit de importanță comunitară — SCI) din Franța întinsă pe o suprafață de 2.013 ha, integral pe uscat.

## Localizare
Centrul sitului Cours d'eau, tourbières, rochers et forêts des Vosges du nord et souterrain de Ramstein este situat la coordonatele 49°02′55″N 7°35′37″E / 49.04861°N 7.59361°E.

## Înființare
Situl Cours d'eau, tourbières, rochers et forêts des Vosges du nord et souterrain de Ramstein a fost declarat arie specială de conservare în baza directivei 92/43 din 1992 referitoare la conservarea habitatelor naturale și a faunei și florei sălbatice pentru a proteja 1 specie de plante și 12 specii de animale.

## Biodiversitate
Situată în ecoregiunea continentală, aria protejată conține 19 habitate naturale: Cursuri de apă de la nivel de câmpie la nivel montan, cu vegetație Ranunculion fluitantis și Callitricho-Batrachion, Păduri aluvionare cu Alnus glutinosa și Fraxinus excelsior (Alno-Padion, Alnion incanae, Salicion albae), Fânețe de joasă altitudine (Alopecurus pratensis, Sanguisorba officinalis), Depresiuni pe substraturi de turbă de Rhynchosporion, Pajiști cu Molinia pe soluri calcaroase, turboase sau argilos-nămoloase (Molinion caeruleae), Mlaștini oligotrofe degradate, capabile încă de regenerare naturală, Pante stâncoase silicioase cu vegetație casmofită, Păduri acidofile de stejar bătrân cu Quercus robur pe câmpii nisipoase, Pajiști uscate europene, Păduri de fag Luzulo-Fagetum, Păduri de stejar sau de stejar și carpen sub-atlantice și medio-europene de Carpinion betuli, Ape oligotrofe din câmpii nisipoase, cu un conținut foarte redus de minerale (Littorelletalia uniflorae), Pajiști uscate seminaturale și facies de acoperire cu tufișuri pe substraturi calcaroase (Festuco-Brometalia) (* situri importante pentru orhidee), Formațiuni ierboase bogate în specii de Nardus, dezvoltate pe substraturi silicioase în zone montane (și în zone submontane, în Europa continentală), Turbării active, Mlaștini turboase de tranziție și turbării mișcătoare, Mlaștini împădurite, Râuri cu maluri nămoloase cu vegetație de Chenopodion rubri p.p. și Bidention p.p., Liziere de ierburi înalte hidrofile de câmpie și de nivel montan până la alpin.
La baza desemnării sitului se află mai multe specii protejate:
- plante (1): mușchi (Dicranum viride)
- mamifere (4): liliac cârn (Barbastella barbastellus), liliac cu urechi mari (Myotis bechsteinii), liliac comun (Myotis myotis), liliacul mare cu potcoavă (Rhinolophus ferrumequinum)
- nevertebrate (6): Coenagrion mercuriale, Euplagia quadripunctaria, rădașcă (Lucanus cervus), fluturele purpuriu (Lycaena dispar), Ophiogomphus cecilia, Vertigo moulinsiana
- pești (2): zglăvoacă (Cottus gobio), cicar (Lampetra planeri)

Pe lângă speciile protejate, pe teritoriul sitului au mai fost identificate 21 de specii de plante, 3 specii de păsări, 12 specii de mamifere, 5 specii de nevertebrate.